# Ancistrops
Ancistrops is een geslacht van zangvogels uit de familie ovenvogels (Furnariidae). De enige soort:
- Ancistrops strigilatus – Haakbekbladspeurder